# Ambalakida
Ambalakida is een plaats en commune in het noordwesten van Madagaskar, behorend tot het district Mahajanga II, dat gelegen is in de regio Boeny. Tijdens een volkstelling in 2001 telde de plaats 5.210 inwoners.
De plaats biedt enkel lager onderwijs aan. 60 % van de bevolking werkt als landbouwer en 37 % houdt zich bezig met veeteelt. Het belangrijkste landbouwproduct is rijst; andere belangrijk product is tomaten. Verder is 3% actief in de dienstensector.